# Andronivka, Starokosteantîniv
Andronivka (în ucraineană Андронівка) este un sat în comuna Penkî din raionul Starokosteantîniv, regiunea Hmelnîțkîi, Ucraina.

## Demografie
Componența lingvistică a localității Andronivka
     Ucraineană (97,87%)
     Rusă (2,13%)
Conform recensământului din 2001, majoritatea populației localității Andronivka era vorbitoare de ucraineană (97,87%), existând în minoritate și vorbitori de rusă (2,13%).